# Jean-Yves Le Drian
Jean-Yves Le Drian (n. 30 iunie 1947, Lorient, Lorient Agglomération⁠(d), Franța) este un politician și istoric francez. Din 2017 este ministrul francez al afacerilor externe. Anterior, din 2012, a fost ministrul apărării.